# حيش (نبات)
الحيش أو الزفون (باللاتينية: Leptochloa) جنس نباتي يتبع الفصيلة النجيلية. يضم 34 نوعًا مقبولا وثمانية أخرى لم يحسم أمرها بعد. تنتشر كثير من أنواع الحيش في أستراليا وأمريكا الجنوبية وقليل منها في الوطن العربي.

## من أنواعهاالواطنةفي الوطن العربي
1. الحيش الأغبس (باللاتينية: Leptochloa fusca) في بلاد الشام ومصر والجزيرة العربية
2. حيش جيني؟؟ (باللاتينية: Leptochloa ginae) في المغرب العربي